# لیگ برتر والیبال زنان ایران ۱۳۹۰
لیگ برتر والیبال زنان ایران ۱۳۹۰ بالاترین سطح مسابقات باشگاهی والیبال زنان در ایران است.
این دوره از بازی‌ها ۲۸ بهمن ۱۳۹۰ به پایان رسید. در پایان گیتی پسند به قهرمانی این دوره از لیگ رسید.
تیم گاز تهران نایب قهرمان مسابقات شد و ذوب‌آهن اصفهان به مقام سومی رسید. پس از پایان هفته پایانی بازی‌ها با توجه به اینکه نوع امتیاز گیری مسابقات والیبال توسط سازمان جهانی والیبال تغییر کرده بود دو تیم گاز تهران و ذوب‌آهن اصفهان میتوانستند به نایب قهرمانی برسند. طبق جلسه‌ای که در فدراسیون والیبال برگزار شد تصمیم گرفته شد که امتیاز بندی مسابقات براساس قانونی که در زمان قرعه کشی وجود داشته محاسبه شود که مطابق آن تیم گاز تهران به مقام نایب قهرمانی مسابقات رسید.
از دیگر تیم‌های این دوره می‌توان به تیم بانوان فارس، همدان، کرمان و تهران اشاره کرد. تیم بانوان تهران از ادامه مسابقات انصراف داد.

## رده‌بندی پایانی
| رتبه | تیم           | صعود و سقوط                                  |
| ---- | ------------- | -------------------------------------------- |
| ۱    | گیتی پسند     | صعود به مسابقات قهرمانی باشگاه های زنان آسیا |
| ۲    | گاز تهران     |                                              |
| ۳    | ذوب‌آهن اصفهان |                                              |